# Anomobryopsis
Anomobryopsis là một chi rêu trong họ Bryaceae.